# Manly
Manly ist ein Stadtteil der Metropole Sydney in New South Wales, Australien mit etwa 16.300 Einwohnern. Manly hat wegen seines langen Ozeanstrandes und der gleichmäßigen, vor allem bei Surfern beliebten Wellen über die Grenzen Australiens hinweg Bekanntheit erlangt. Im Unterschied zu den Stadtstränden Bondi Beach, Coogee Beach, Bronte Beach und Tamarama ist in Manly das Leben noch wesentlich entspannter. Dass Manly „Seven Miles from Sydney, but a Thousand Miles from Care“ ist, wie die Inschrift am Hafen verheißt, spürt man auch heute noch.
Im Stadtteil Manly befindet sich auch der Sitz des Verwaltungsgebiets Manly Council.

## Geographie

### Geographische Lage

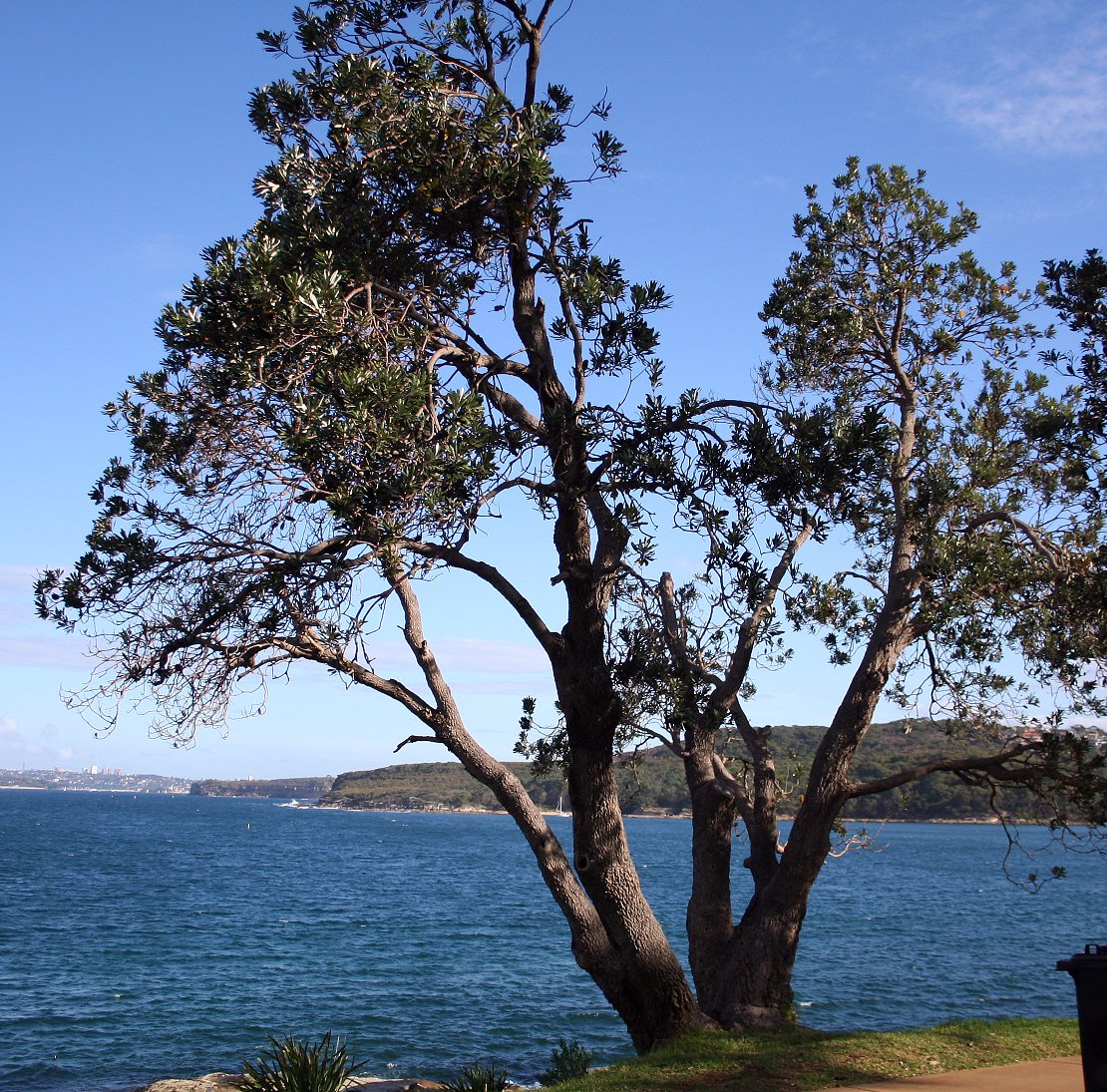
Banksia in Manly

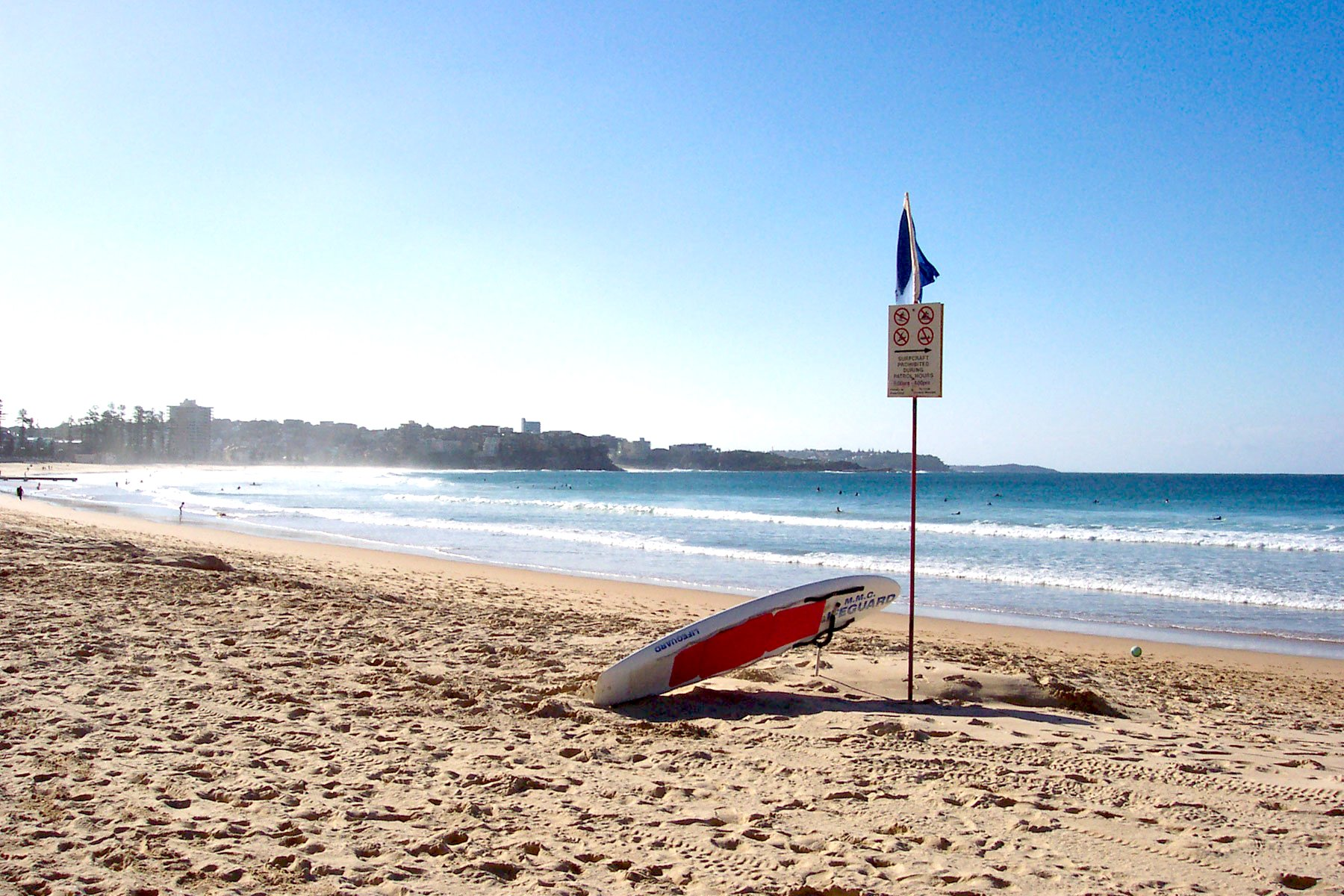
Manly Beach

Manly liegt am Eingang zum Port Jackson, einem der größten Naturhäfen der Welt. Der Port Jackson bildet mit einer Fläche von 50 Quadratkilometern und 19 Kilometer Länge den Hauptarm und zugleich den natürlichen Hafen Sydneys. Von ihm zweigen weitere Meeresarme wie der Middle Harbour ab. Am Inner Harbour liegt die kleine Bucht Manly Cove. Von dort sind es etwa 500 Meter zum Manly Ocean Beach auf der anderen Seite der Landenge.
Am South Steyne, dem südlichen Strandabschnitt, säumen riesige Norfolk-Tannen  sowie zahlreiche Cafés und Restaurants die Strandpromenade, die sich über den North Steyne bis nach Queenscliff erstreckt. Manly Beach ist (abgesehen von Shelly Beach) der südlichste von Sydneys nördlichen Stränden, die sich über 20 Kilometer bis hinauf nach Palm Beach aneinanderreihen.

## Geschichte

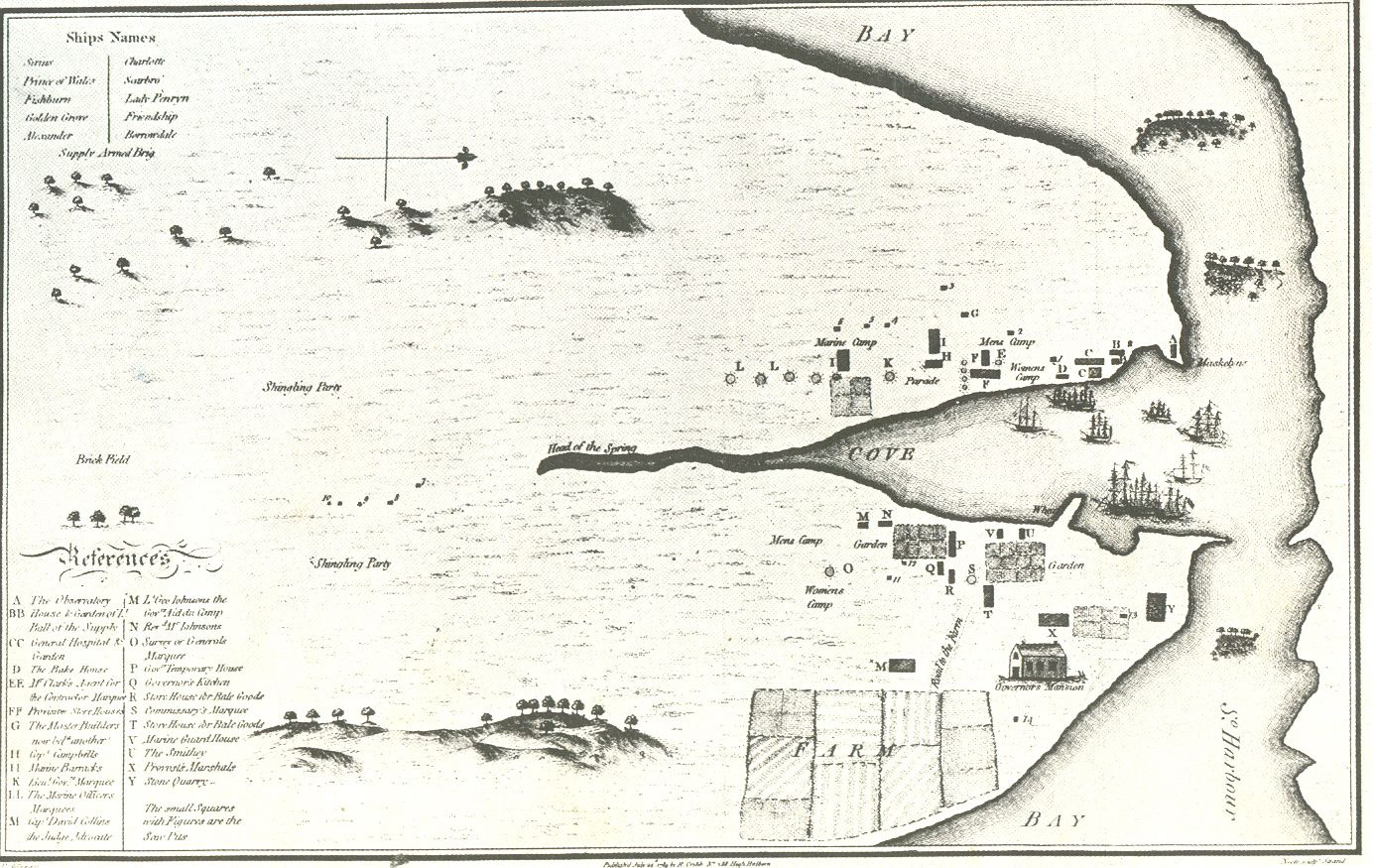
Die erste Karte der Umgebung von Sydney aus dem Jahr 1789

Manly erhielt seinen Namen am 21. Januar 1788 durch den Befehlshaber der First Fleet, Captain Arthur Phillip, auf einer dreitägigen Erkundungstour durch den Port Jackson. Die Einfahrt zum Port Jackson hatte Captain James Cook bereits 1770 auf seinen Karten verzeichnet, ihn aber nie erkundet. Captain Arthur Phillip war so beeindruckt vom Auftreten („manly behaviour“) der Tharawal, einem Stamm der Aborigines, die seinen drei Booten beim ersten Treffen entgegen wateten, dass er die Stelle Manly Cove nannte. Am nächsten Tag taufte er eine Bucht auf der anderen Seite des Hafens Sydney Cove.
In den 1820er Jahren entstanden vereinzelte Siedlungen im Gebiet um Manly Cove. Bis 1841 waren jedoch nur 38 Männer und 29 Frauen als Bewohner registriert, die von Fischfang und Landwirtschaft lebten. Henry Gilbert Smith (1802–1886), ein britischer Geschäftsmann aus Northamptonshire, erkannte, dass Manly – mit dem Ozeanstrand auf der einen und der feinsandigen Bucht auf der anderen Seite – ein hervorragender Badeort für die Bewohner Sydneys sein würde – ganz so, wie es Brighton für die Londoner war. In den Jahren ab 1853 begann er deshalb Land in diesem Gebiet zu erwerben.
Entlang des Ufers wurden Norfolk-Tannen (Araucaria heterophylla) gepflanzt, und bis 1855 hatte Smith eine Pier errichtet und das Pier Hotel erbaut. Im März 1856 wurde eine schmale Straße angelegt, die den Hafen mit dem Manly Ocean Beach verband. Henry Gilbert Smith nannte sie den Corso (nach einer Straße in Rom). Smith förderte zudem den Aufbau eines Fährdienstes nach Manly. Ab 1854 wurden erste Ausflugsfahrten mit dem Schaufelraddampfer The Brothers angeboten. Manly, zuvor nur durch die 70 Meilen lange Straßenverbindung über Parramatta, Hunter’s Hill, Lane Cove und Narrabeen mit Sydney verbunden, war bis zu diesem Tage de facto isoliert von der Stadt gewesen.
Auf der Alternativroute musste der Port Jackson bei Dawes Point sowie der Middle Harbour bei Spit Bridge bislang mit Ruderbooten überquert werden. Ab 1856 gab es schließlich eine unregelmäßige Fährverbindung nach Sydney. Um Besucher anzulocken, ließ sich Smith so manches einfallen. Seinem steinernen Känguru begegnet man noch heute am Eingang zum Corso. 1859 erwarb er Anteile an dem Dampfer Phantom für den regelmäßigen Fährdienst von Manly nach Sydney, der wegen seines rauchenden Schornsteins liebevoll Puffing Billy genannt wurde. Ab 1874 erweiterte die Mystery den Fährdienst zwischen Sydney und Manly.
Henry Gilbert Smith tat viel für die Allgemeinheit und wird zu Recht der Vater Manlys genannt. So stiftete er Land, auf dem Parks, Kirchen, Schulen und andere öffentliche Gebäude errichtet werden konnten. Viel von Manlys Charakter ist noch immer seiner Vision zu verdanken. Er nannte sein Projekt zunächst Ellensville, nach seiner ersten Frau, änderte den Namen aber später in Brighton. Manly wurde deshalb auch das Brighton of the South genannt. Als sich am 6. Januar 1877 das erste Stadtparlament konstituierte, wurde offiziell der Name Manly angenommen. Erster Bürgermeister wurde der Architekt Colonel Thomas Rowe.
Die heutige Stadthalle eröffnete 1937 anlässlich des 60. Jahrestages von Manly. Für annähernd ein Jahrhundert betrieb die Port Jackson Steamship Company die Fährverbindung von Sydney nach Manly. Sie war es auch, die 1940 mit dem Slogan „Seven Miles from Sydney, but a Thousand Miles from Care“ für Manly warb. 1972 wurde sie von Brambles Industries übernommen und zwei Jahre später Eigentum der Regierung von New South Wales. 1903 eröffnete Manlys erste Straßenbahnlinie, die 36 Jahre später von Bussen ersetzt wurde. Die letzte Straßenbahn verließ Manly Wharf am 1. Oktober 1939.

## Kultur und Sehenswürdigkeiten

### Überblick

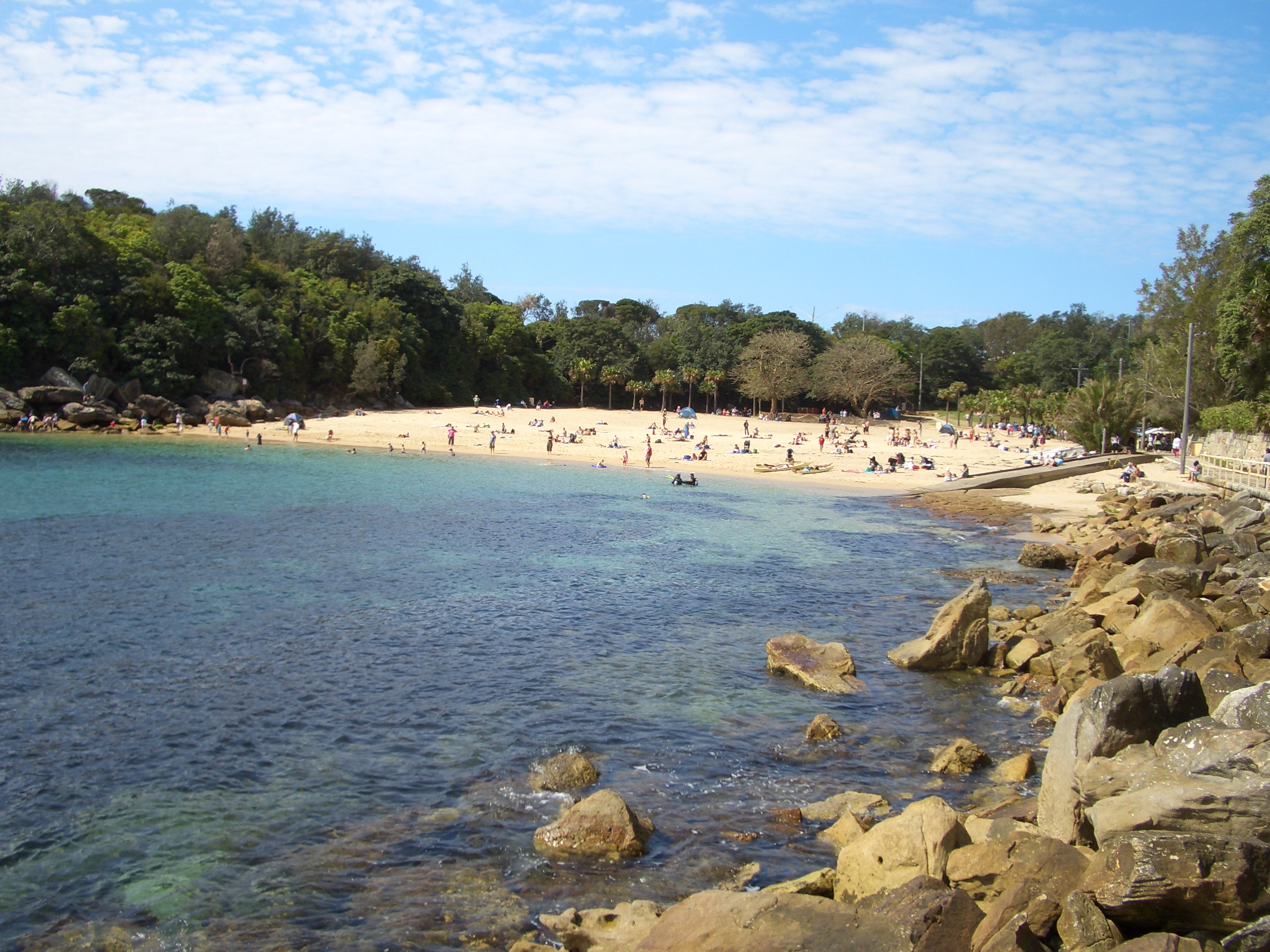
Shelly Beach Manly

Manly bietet seinen Besuchern neben dem bekannten Manly Ocean Beach zahlreiche weitere natürliche Attraktionen wie die Manly Cove, den Shelly Beach und den Sydney Harbour National Park mit zahlreichen Wanderwegen. Auch die sieben Seemeilen lange Fährüberfahrt von der Innenstadt Sydneys über einen der größten Naturhäfen der Welt (den Port Jackson) nach Manly Cove ist sehenswert.
Die möglichen Freizeitaktivitäten reichen vom Schwimmen und Surfen über Tennis, Golf und Beach-Volleyball bis hin zu Parasailing, Tauchen, Segeln und Angeln. Auch Sea Kayak-Touren werden angeboten. Ein Meeresaquarium, eine Kunstgalerie, Museum und jährliche Festivals runden das Angebot ab. All dies zieht jährlich über sechs Millionen Besucher auf Tagesausflügen oder für einen längeren Aufenthalt nach Manly.

### Museen
Die alte Quarantine Station North Head am North Head ist eine der ungewöhnlichsten Sehenswürdigkeiten Manlys. Sie diente von 1832 bis in die 1960er Jahre als Auffanglager für Einwanderer, die im Verdacht standen mit infektiösen Krankheiten in Berührung gekommen zu sein. Um der Ausbreitung von Seuchen vorzubeugen, wurden sie bis zum Ablauf der Inkubationszeit dort eingesperrt. Das letzte Schiff wurde 1972 unter Quarantäne gestellt. Die Quarantänestation war ein Museum, ist heute ein Hotel und Teil des Sydney-Harbour-Nationalparks. Sie bietet neben der Aussicht auf den Hafen Sydneys auch Zwergpinguinen eine natürliche Heimat.
Sehenswert sind auch die Manly Art Gallery and Museum (Manly Kunstgalerie und Museum) und das North Fort and Royal Australian Artillery National Museum.

### Freizeit und Erholung

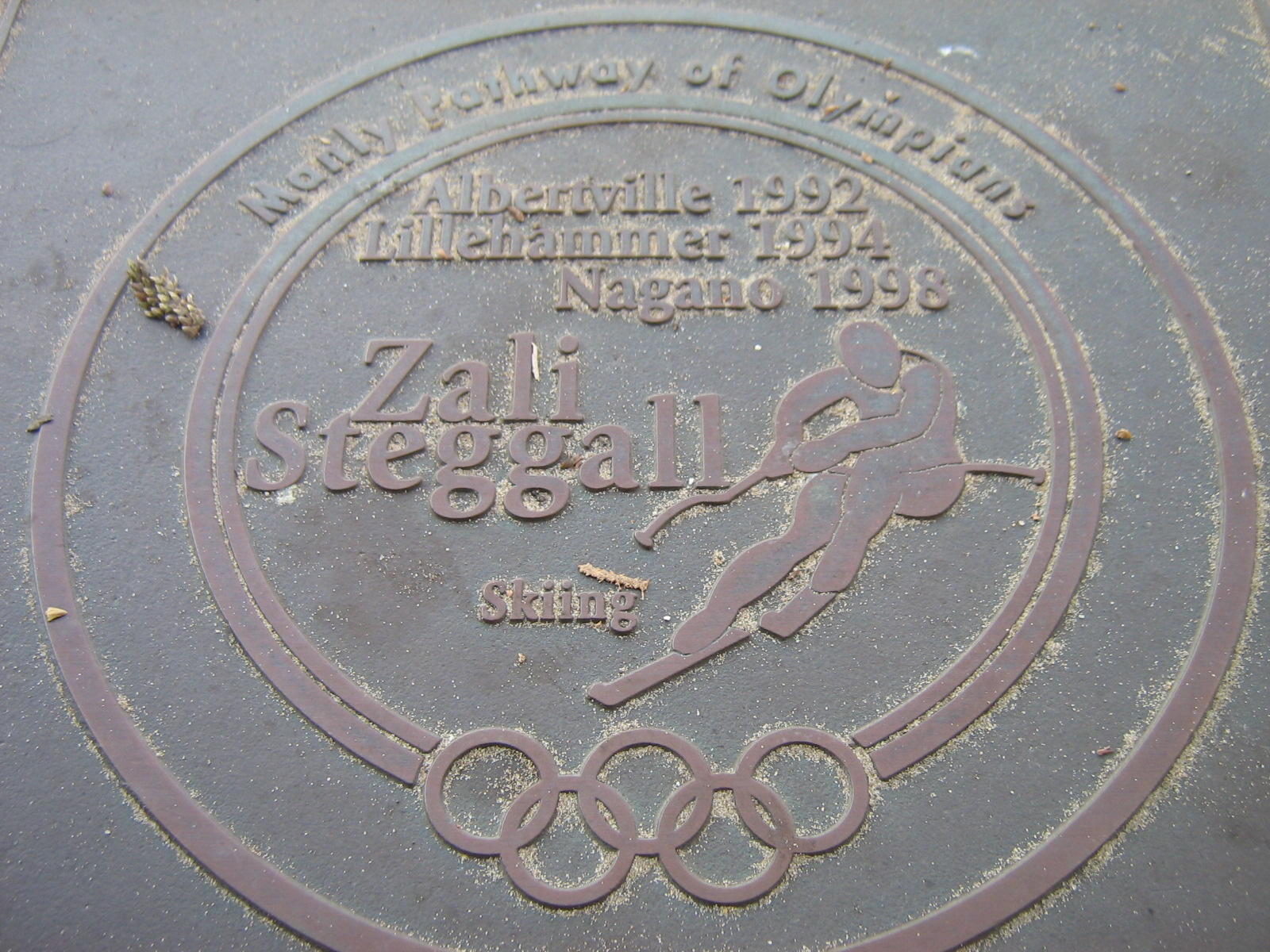
Plakette der Skiläuferin Zali Steggall auf dem Pathway of Olympians

Oceanworld ist ein Meeresaquarium am Strand der Manly Cove nur 200 Meter von der Fähranlegestelle Manly Wharf entfernt. Tägliche Live Shows und Führungen bringen den Besuchern Haie, Stachelrochen und Krokodile sowie giftige Schlangen und Spinnen näher. Auch lebende Korallen aus dem Great Barrier Reef können hier bewundert werden.
Neben den historischen Wanderwegen, auf denen man der Geschichte Manlys und Sydneys bis in die Zeit der Aborigines folgen kann, gibt es eine Vielzahl Wanderwege mit Aussichten auf Steilküsten, Strände, Pazifik und den Hafen von Sydney. Erwähnenswert ist der Manly to Spit Bridge Walkway. Er ist circa 10 Kilometer lang und führt am Hafen von Sydney entlang.
Der Manly Pathway of Olympians gedenkt der vielen Sportler, die Australien während der letzten 100 Jahre bei Olympischen Spielen repräsentiert haben. Der Weg ist mit mehr als 83 Info-Tafeln bestückt und wird jeweils nach den Olympischen Spielen auf den letzten Stand gebracht.

### Regelmäßige Veranstaltungen

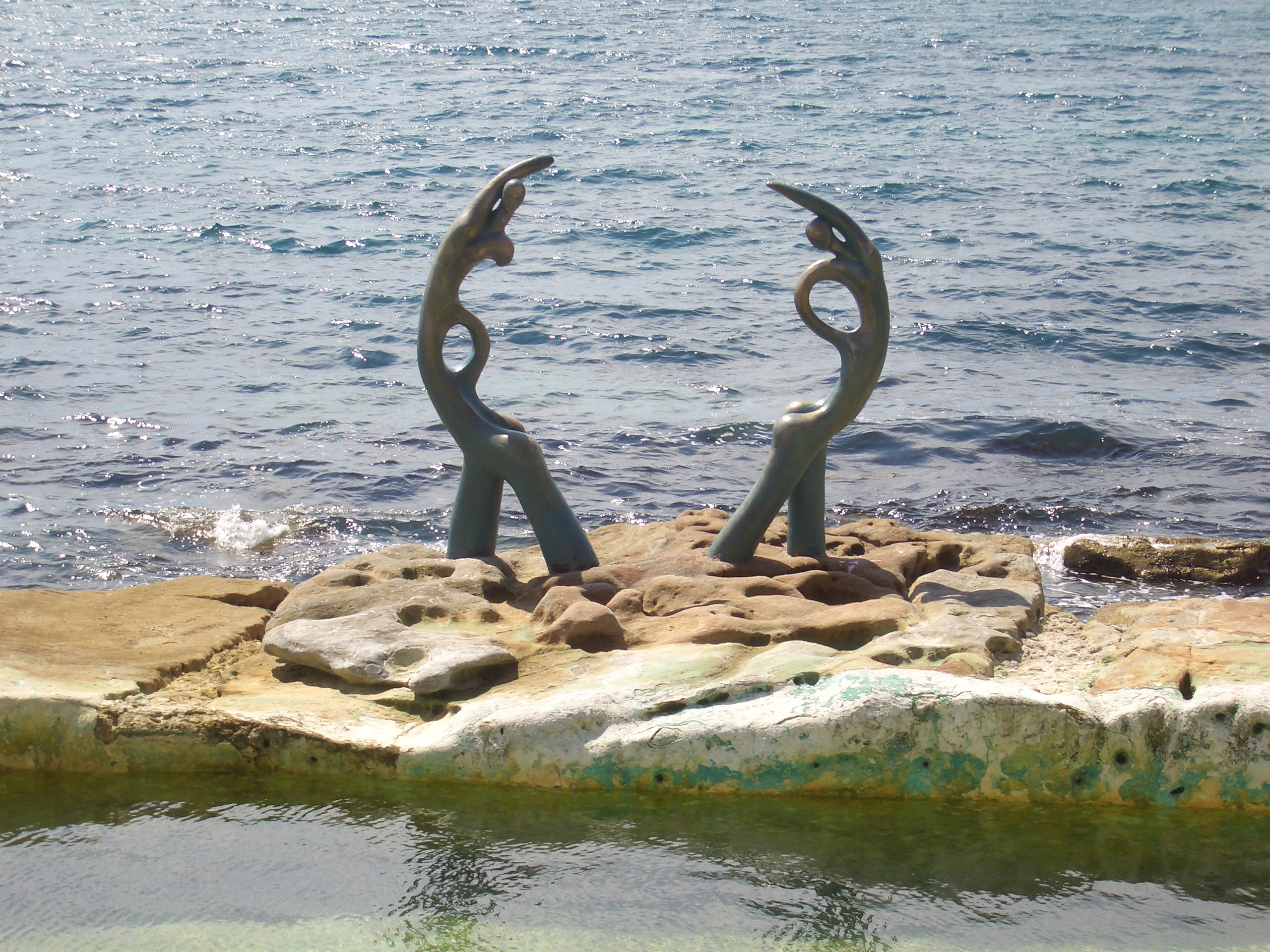
Okeaniden- oder See-Nymphen-Skulptur in Fairy Bower

Das Manly Food and Wine Festival („A Taste of Manly“) an der Strandpromenade des Manly Ocean Beach hat jährlich etwa 30.000 Besucher. Manly stellt seine Restaurants und New South Wales seine Weine vor. Es findet am ersten Wochenende im Juni statt.
Das Manly International Jazz Festival mit australischer und internationaler Jazz-Musik wird auf sechs Open-Air-Bühnen im Zentrum Manlys veranstaltet. Indoor-Konzerte kann man am Abend besuchen. Das Festival findet jährlich am langen Labour-Day-Wochenende im Oktober statt.
Das Manly Arts Festival wird im September veranstaltet. Der Manly Arts and Crafts Markets öffnet jedes Wochenende außer an Feiertagen, der Manly Village Public School Markets jeden dritten Sonnabend im Monat.

## Wirtschaft und Infrastruktur

### Verkehr

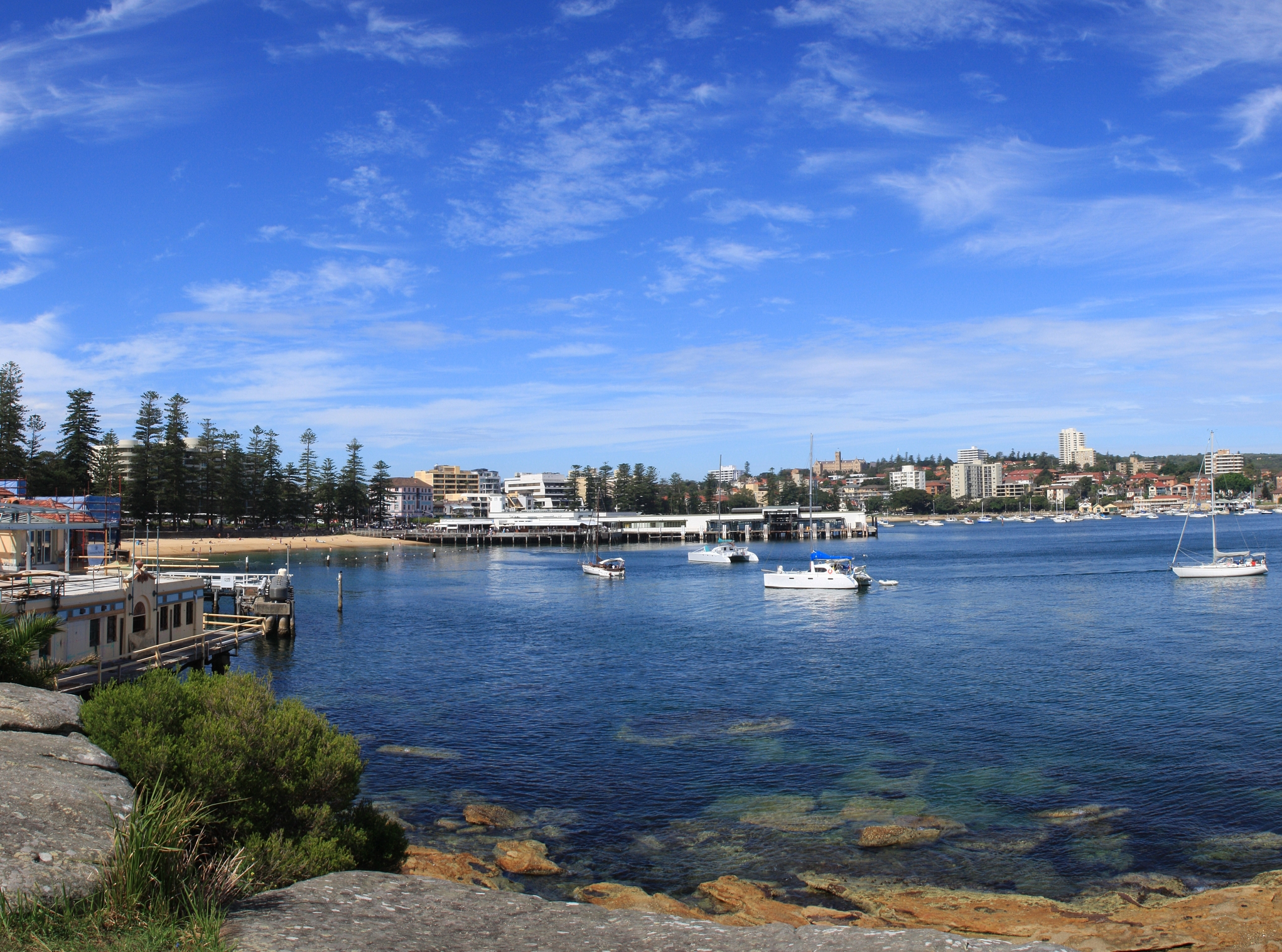
Anlegestelle in Manly

Manly ist am einfachsten mit der Fähre (30 Minuten) oder dem Jetcat (15 Minuten) vom Circular Quay aus zu erreichen. Die Manly Rocket Expressfähre verkehrt von Darling Harbour über Circular Quay nach Manly und über Rose Bay zurück in nur 35 Minuten. Es gibt aber auch eine (recht lange) Busverbindung aus der Innenstadt Sydneys, die über die Sydney Harbour Bridge sowie die Spit Bridge führt.
Die Fähren legen seit 1854 in der Manly Cove (einer kleinen Bucht am Inner Harbour) an, deren Sandstrand von Besuchern zuweilen mit dem Manly Beach verwechselt wird.
Von der Fähranlegestelle gelangt man über den Corso (Manlys geschäftiger Fußgängerzone) in wenigen Minuten zum Manly Ocean Beach auf der anderen Seite der Landenge.

### Bildung
Bedeutende Bildungseinrichtungen in Manly sind das International College of Management Sydney (ICMS), The Australian Institute of Police Management, The Australian College of English, The Sydney English Academy und The Waratah Education Centre.

## Söhne und Töchter der Stadt
- Noel Ryan (1912–1969), Schwimmer
- Kylie Tennant (1912–1988), Autorin
- Rosemary Goldie (1916–2010), römisch-katholische Theologin
- Jack Beale (1917–2006), Politiker
- Gary Herford (1940–1997), Ruderer
- Jack Thompson (* 1940), Schauspieler
- Graeme Milton (* 1956), australisch-US-amerikanischer Physiker, Mathematiker und Hochschullehrer
- Anthony Peden (* 1970), Radsportler
- Zeke Steggall (* 1971), Snowboarder
- Miles Stewart (* 1971), Triathlet
- Brett Thomas (* 1977), Eishockeyspieler
- Brooke Hanson (* 1978), Schwimmerin
- George Smith (* 1980), Rugby-Union-Spieler
- Dan Ewing (* 1985), Schauspieler
- Kate Jacewicz (* 1985), Fußballschiedsrichterin
- Johannah Rohkamper (* 1985), Beachvolleyballspielerin
- Alice Rohkamper (* 1988), Beachvolleyballspielerin
- Christopher „Chris“ Payne (* 1990), Fußballspieler
- Beau Taylor (* 1991), Eishockeyspieler
- Ellie Gall (* 1996), Schauspielerin